# Scott Elrod
Scott Michael Elrod es un actor alemán, más conocido por haber interpretado a Joe Clark en la serie The Young and the Restless. 

## Biografía
Su padre fue un piloto de F-16.
Scott obtuvo su licencia como piloto después de graduarse y se convirtió en un controlador de tránsito aéreo.

## Carrera
En 2007 se unió al elenco recurrente de la serie Men in Trees, donde interpretó a Leonard "Cash" Morrissey.
En 2011 interpretó al oficial Carter Thomas en la película Escapee. En 2012 apareció en la película Argo, donde dio vida a Achilles Crux. En 2013 obtuvo un papel en la película Lone Survivor, donde interpretó a Peter Musselman. Ese mismo año apareció en la película Home Run, donde dio vida a Cory Brand. El 1 de octubre de 2014, se unió al elenco principal de la telenovela The Young and the Restless, donde interpreta al agente de bienes raíces Joe Clark hasta ahora. En 2016 se unió al elenco recurrente de la duodécima temporada de la popular serie estadounidense Grey's Anatomy, donde interpretó al doctor William "Will" Thorpe.

## Filmografía

### Series de televisión
| Año         | Título                      | Personaje                | Notas                                        |
| ----------- | --------------------------- | ------------------------ | -------------------------------------------- |
| 2016        | Chicago Fire                | Travis Brenner           | 3 episodios                                  |
| 2016        | Grey's Anatomy              | Dr. William Thorpe       | 4 episodios                                  |
| 2014 - 2015 | The Young and the Restless  | Joe Clark                | 59 episodios                                 |
| 2015        | How to Get Away with Murder | Gideon Holt              | episodio "It's Called the Octopus"           |
| 2014        | Anger Management            | Tim                      | episodio "Charlie Catches Jordan in the Act" |
| 2012        | NCIS: Los Angeles           | Brett Turner             | episodio "Neighborhood Watch"                |
| 2008        | CSI: Miami                  | Jim Farber               | episodio "Rock and a Hard Place"             |
| 2007 - 2008 | Men in Trees                | Leonard "Cash" Morrissey | 14 episodios                                 |

### Películas
| Año  | Título        | Personaje       | Notas |
| ---- | ------------- | --------------- | --- |
| 2013 | Home Run      | Cory Brand      | junto a Dorian Brown Pham, Charles Henry Wyson, James Devoti, Nicole Leigh, Juan Martinez y Drew Waters                            |
| 2013 | Lone Survivor | Peter Musselman | junto a Mark Wahlberg, Taylor Kitsch, Emile Hirsch, Ben Foster, Yousuf Azami, Ali Suliman, Eric Bana, Alexander Ludwig & Rich Ting |
| 2012 | Argo          | Achilles Crux   | junto a Ben Affleck, Bryan Cranston, Alan Arkin, John Goodman, Victor Garber, Tate Donovan, Clea DuVall & Scoot McNairy            |
| 2011 | Escapee       | Carter Thomas   | junto a Dominic Purcell, Christine Evangelista, Melissa Ordway, Danny Nucci, Kadeem Hardison & Carly Chaikin                       |